# Cimon (robô)
Cimon, ou oficialmente CIMON (Crew Interactive Mobile companion), é um robô utilizado na Estação Espacial Internacional, pesando cinco quilos.
O dispositivo é "um assistente de astronautas baseado em Inteligência Artificial" desenvolvido pela Airbus e IBM, com financiamento do Centro Aeroespacial Alemão. O dispositivo é modelado a partir do personagem do professor Simon Wright, "o cérebro voador", da série de anime Captain Future.
Ele foi enviado a bordo de um foguete da SpaceX.